# Tinea encausta
Tinea encausta är en fjärilsart som beskrevs av Edward Meyrick 1912. Tinea encausta ingår i släktet Tinea och familjen äkta malar. Inga underarter finns listade i Catalogue of Life.